# Lambula bifasciata
Lambula bifasciata là một loài bướm đêm thuộc phân họ Arctiinae, họ Erebidae.